# Polikàrpov I-15

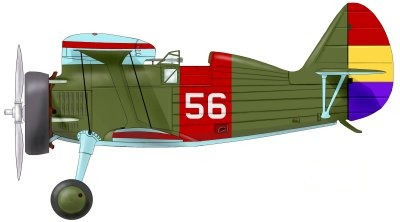
Polikàrpov I-15 "Xato" amb els colors de la República Espanyola

El Polikàrpov I-15 "Чайка" (Txaika, 'Gavina') va ser un caça soviètic que va ser enlairat per primera vegada l'octubre del 1933 pel pilot de proves Valeri Txkàlov. També va ser conegut com a Xato arran de la seua participació en el bàndol lleial durant la Guerra Civil espanyola. És considerat el primer caça català de tots els temps.

## Història
El 1930, el dissenyador aeronàutic soviètic Nikolai Polikàrpov, juntament amb Dmitri Grigoróvitx, van iniciar el desenvolupament d'un caça de gran producció per a la Unió Soviètica, l'I-5.
Desenvolupat a partir de l'I-5, el prototip biplà TsKB-3 va ser dissenyat per Nikolai Polikàrpov a la TsKB (oficina Central de Disseny). El TsKB-3 es distingia pel seu pla superior en gavina amb la seua secció central unida al fuselatge per muntants interplans en I i pels seu tren d'aterratge principal de potes independents cantilever en les rodes de les quals es podien muntar cristalleres aerodinàmiques.
A fi de satisfer la urgent necessitat d'un nou caça monoplaça per a les Forces Aèries Soviètiques, el desenvolupament d'aquest model va ser molt ràpid i Valeri Txkàlov va efectuar el primer vol l'octubre de 1933.

## Guerra Civil espanyola
Durant la Guerra Civil espanyola, els soviètics van subministrar caces Polikàrpov I-15 al govern de la República en quantitats estimades en 190 aparells, sent mal anomenats Xatos o Camusos. Van arribar quaranta-sis unitats en 1936, cent quaranta-quatre en 1937 i trenta-dos en 1939. Les factories aeronàutiques governamentals (com Construcciones Aeronáuticas S.A., CASA) en van muntar sota llicència uns 250 a Reus, a l'Aeroport de Sabadell, a Molins de Rei, a Vilafranca i a Vic, molts dels quals van caure en mans dels franquistes en acabar el conflicte al març de 1939 en estat incomplet, alguns sense motor, altres sense metralladores i altres sense cap equipament. Denominat Xato pels republicans i Curtiss pels franquistes (confonent-lo probablement amb el Curtiss Sparrowhawk), l'I-15 va ser pilotat per soviètics, espanyols i personal d'altres nacionalitats, com nord-americanes i italians. Van participar en diversos fronts des de l'inici de la guerra, i dues esquadrilles van actuar en la batalla de Madrid a l'octubre de 1936 defensant a la capital. Quatre esquadrilles van participar amb gran èxit en la batalla del Jarama que, juntament amb la batalla de Terol, va ser on més van intervenir. El seu enemic més habitual eren els caces italians Fiat C.R.32 i els alemanys Heinkel He 51, enfront dels quals es van mostrar superiors.
L'I-15 va combatre amb gran eficàcia a Espanya, superant com dèiem anteriorment en maniobrabilitat als més àgils caces enemics i sent posteriorment rearmat amb dos metralladores ShKAS, de millors qualitats que les PV-1.
Els I-15 fabricats per la Unió Soviètica tenien com a codi les lletres "CC" mentre els fabricats per la República eren numerats amb les lletres "CA".
Després de la contesa, l'Exèrcit de l'Aire arribà a utilitzar uns 180 aparells dels quals uns 70 procedien de captures durant el conflicte, 44 es van recuperar de diversos aeròdroms o van ser retornats per França i 66 es van acabar de construir entre 1939 i 1941 a partir dels què estaven en diferents fases de fabricació en els tallers de la República. Alguns exemplars van allargar la seua vida operativa fins a 1955.

## Vegeu també

Polikarpov I-15